# Pleuroxonotus
Pleuroxonotus is een geslacht van wantsen uit de familie van de Miridae (Blindwantsen). Het geslacht werd voor het eerst wetenschappelijk beschreven door Odo Reuter in 1903.

## Soorten
Het genus bevat de volgende soorten:

- Pleuroxonotus longicornis (Reuter, 1900)
- Pleuroxonotus longirostris (Wagner, 1973)
- Pleuroxonotus nasutus Reuter, 1903
- Pleuroxonotus stysi Konstantinov, 2008